# Bříza (Litoměřicei járás)
Bříza település Csehországban, a Litoměřicei járásban. Bříza Straškov-Vodochody, Martiněves, Račiněves, Hospozín, Černuc és Loucká településekkel határos. Lakosainak száma 444 fő (2024. január 1.).

## Népesség
A település lakosságának változását az alábbi diagram mutatja:
| Lakosok száma | 580  | 656  | 725  | 543  | 383  | 399  | 447  | 454  | 438  | 444  |
|               | 1869 | 1900 | 1921 | 1961 | 1980 | 2011 | 2016 | 2019 | 2021 | 2024 |